# Eubasilissa laotzi
Eubasilissa laotzi is een schietmot uit de familie Phryganeidae. De soort komt voor in het Palearctisch gebied.